# Grandma's Reading Glass
Grandma's Reading Glass (La lente della nonna) è un cortometraggio muto del 1900 di George Albert Smith, uno dei primi registi del cinema inglese, appartenente alla scuola di Brighton.
Brevi cortometraggi che ritraevano bambini furono da subito molto popolari. Ai primi filmati che ritraevano momenti di gioco e di vita quotidiana con un'ottica semi-documentaria, la macchina da presa poteva aggiungere dettagli e punti di vista inusuali. Questo cortometraggio, dell'epoca pionieristica, è particolarmente importante nella storia del cinema perché è il primo, con As seen through a telescope a presentare un'inquadratura soggettiva, cioè una ripresa cinematografica dove si mostri "soggettivamente" quello che sta vedendo uno dei personaggi. Gli oggetti ci sono così mostrati, staccando dall'inquadratura principale (il "piano d'insieme"), entro un mascherino nero rotondo, come verosimilmente li dovrebbe vedere il bambino protagonista, con primissimi piani. L'uso della soggettiva è ancora piuttosto rudimentale, con gli oggetti inquadrati in maniera simile ma diversa dal modo in cui compaiono nella scena generale e con qualche forzatura espressiva, come l'occhio che ruota innaturalmente per mostrare al meglio il movimento.
A interpretare il ruolo del bambino è il figlio del regista, Harold Smith, che con la sorella Dorothy Smith è tra i primissimi attori bambini della storia del cinema a recitare con continuità davanti alla macchina da presa in diversi filmati, sempre diretti dal padre.
Il filmato non va confuso con La loupe de grand-maman del 1901 diretto da Ferdinand Zecca.

## Trama
Un bambino, accanto alla nonna che cuce su una sedia a dondolo, sta guardando le cose che lo circondano attraverso la lente d'ingrandimento da lettura della nonna. Nell'ordine si vedono:
- un giornale (primissima inquadratura)
- un orologio da taschino aperto coi meccanismi
- il canarino in gabbia
- l'occhio della nonna
- il gattino.

## Produzione
Il film fu prodotto nel Regno Unito dalla George Albert Smith Films.

## Distribuzione
Il film fu distribuito dalla Warwick Trading Company nelle sale inglesi nel novembre 1900.